# Apostasi inom islam
Apostasi inom islam (arabiska: ردة, riddah eller ارتداد, irtidād) definieras vanligen som att en muslim överger sin tro på islam. En apostat benämns inom islam som murtād (مرتدّ).
Apostasi beräknades 2021 vara brottsligt i 17 muslimska länder. En muslim kan göra sig skyldig till apostasi genom att uttrycka sig islamkritiskt, konvertera till en annan religion eller övergå till ateism.

## Straff
Apostasi bestraffas med döden i tio muslimska länder som tillämpar sharialagstiftning och i tretton andra länder bestraffas det med fängelse, böter eller omhändertagande av barn.

## Opinion bland muslimer
Stödet för dödsstraff när det kommer till apostasi varierar kraftigt bland muslimer beroende på var de bor. I Afghanistan stödjer 78% av den muslimska befolkningen det medan endast 0,4% gör det i Kazakstan.